# 超体験NHKフェス
超体験NHKフェス（ちょうたいけんエヌエイチケイフェス）は、日本放送協会（NHK）が2023年から開催している大型イベント。

## 概要
NHK初の大型総合イベントで、NHKの番組を直接体験できる。2023年は約3万人が来場した。

### 開催データ
| 回 | 開催年 | 開催日         | タイトル                        | 会場                                                                                         |
| -- | ------ | -------------- | ------------------------------- | -------------------------------------------------------------------------------------------- |
| 1  | 2023年 | 3月18日 - 21日 | 超体験NHKフェス                 | 新宿住友ビル 三角広場 新宿住友ホール                                                         |
| 2  | 2024年 | 3月16日 - 20日 | 超体験NHKフェス 2024 in SHIBUYA | NHKホール NHKプラスクロスSHIBUYA 渋谷モディ 渋谷PARCO公園通イベントスペース 渋谷区立北谷公園 |
| 3  | 2025年 | 3月1日 - 23日  | 放送100年 超体験NHKフェス       | 渋谷キャスト 渋谷区立宮下公園 NHKホール SHIBUYA109渋谷店 渋谷モディ 渋谷区立北谷公園         |

## 2023年
初開催となった2023年は、東京都新宿区の新宿住友ビル 三角広場と新宿住友ホールで開催。

### ステージプログラム（2023年）
「超ステージ」（三角広場）、「Nステージ」（新宿住友ホール） の2ヶ所でステージイベントが行われ、その一部がNHKオンラインやYouTube、メタバース会場でライブ配信された。
| 開催日  | 開催時刻 | ステージ内容                                                |
| ------- | -------- | ----------------------------------------------------------- |
| 3月18日 | 11:00    | アニメ「ラブライブ!スーパースター!!」Liella! トークショー   |
| 3月18日 | 12:30    | ファンターネ!ミニステージ                                   |
| 3月18日 | 16:00    | チコちゃんステージショー おしりたんていもやって来る!        |
| 3月18日 | 18:00    | ドラマ「岸辺露伴は動かない」ファンミーティング              |
| 3月19日 | 11:00    | アニメ「青のオーケストラ」トークショー&スペシャルコンサート |
| 3月19日 | 13:30    | アニ×パラキャラバン                                         |
| 3月19日 | 14:30    | 大河ドラマ「どうする家康」ファンミーティング                |
| 3月19日 | 18:10    | アニメ「TIGER & BUNNY 2」ファンミーティング                 |
| 3月20日 | 11:30    | 「新・BS日本のうた」トーク&歌謡ショー                       |
| 3月20日 | 13:15    | タローマンショー                                            |
| 3月20日 | 18:00    | NABE presents「SNSで（たぶん）バズったフェス2023」          |
| 3月21日 | 15:30    | 連続テレビ小説「舞いあがれ!」トークショー                   |
| 3月21日 | 16:45    | タローマンショー                                            |

出典

### 展示・体験エリア（2023年）
展示・体験エリアでは、以下の体験プログラムが開催された。
- なりきり恐竜ボイス（NHKスペシャル 「恐竜超世界2」）
- 揺れを体感!リスクを学ぼう「南海トラフ巨大地震」（NHKスペシャル 「南海トラフ巨大地震」）
- 体験!NHKフィギュア（NHK杯フィギュア）
- どうする!金荼美具足ルーレット（大河ドラマ「どうする家康」）
- マイプとティラノの仲間はどこだ!?～恐竜大捜索〜（マイプとティラノの恐竜ダイすき）

### メタバース超体験NHKフェス
メタバース超体験NHKフェスでは、以下のオンライン限定トークショーが開催された。
- 大河ドラマ「どうする家康」ファンミーティング #大河のメタバナ（3月19日）
- チコちゃん×ねほりんぱほりん ボ～っと掘ってんじゃねーよ!トークショー（3月20日）
- アニ×パラ新作ステージショー（3月20日）
- メタバースの未来について話そう（3月18日・19日、21日）

## 2024年
2回目の開催となった2024年は、東京都渋谷区内の5ヶ所を会場として開催。

### ステージプログラム（2024年）
主なステージプログラムは以下の通り。
| 開催日  | 開催時刻 | ステージ内容                                                           |
| ------- | -------- | ---------------------------------------------------------------------- |
| 3月17日 | 11:30    | ステージショー「チコちゃんステージショー おしりたんていもやって来る!」 |
| 3月19日 | 19:45    | The Covers 春フェス                                                    |
| 3月20日 | 11:00    | ステージショー「超NHKのど自慢フェス」                                  |

### 展示・体験エリア（2024年）
渋谷区立北谷公園では、以下の体験エリアが開設された。
- テレビのカケラでなにつくる?
- NHK防災 ナゾトキ宝探し～アオとキイと伝説のボーサイステッキ～
- NHK×ブレイキン ブレイキンワークショップ

## 2025年
3回目の開催となった2025年は、東京都渋谷区内の6ヶ所を会場として開催。

### ステージプログラム（2025年）
| 開催日  | ステージ内容                                                                                     | 会場      |
| ------- | ------------------------------------------------------------------------------------------------ | --------- |
| 3月6日  | The Covers 放送100年フェス                                                                       | NHKホール |
| 3月9日  | アニメ「アン・シャーリー」スペシャルトークショー                                                 | NHKホール |
| 3月10日 | まもなく「あんぱん」!みんなで楽しむ愛と勇気の物語 ～連続テレビ小説「あんぱん」プレトークショー～ | NHKホール |
| 3月15日 | ラジオ深夜便のつどい in NHKホール                                                                | NHKホール |
| 3月16日 | みんな集まれ!こどもうたまつり                                                                    | NHKホール |
| 3月17日 | クラシックTV                                                                                     | NHKホール |
| 3月20日 | NHKのど自慢チャンピオン大会2025                                                                  | NHKホール |
| 3月22日 | 放送100年企画 みんなのベスト紅白                                                                 | NHKホール |
| 3月23日 | 大河ドラマ「べらぼう」ファンミーティング                                                         | NHKホール |

### 展示・体験エリア（2025年）
| 開設日         | 展示内容                                   | 会場                  |
| -------------- | ------------------------------------------ | --------------------- |
| 3月1日 - 11日  | 投票!あなたのベスト紅白                    | 渋谷キャスト ガーデン |
| 3月1日 - 11日  | 大河ドラマ「べらぼう」ワールド             | 渋谷キャスト ガーデン |
| 3月1日 - 11日  | キャストに出張!ご当地どーもくん!           | 渋谷キャスト ガーデン |
| 3月7日 - 11日  | おかあさんといっしょキャラクター大集合!    | 渋谷区立宮下公園      |
| 3月20日 - 23日 | ご当地どーもくん×54局 NHKホールジャック!   | NHKホール             |
| 3月20日 - 23日 | 渋谷モディ1階に巨大どーもくんてれびが登場! | 渋谷モディ            |
| 3月20日 - 23日 | 放送100年どーもくんも登場します。          | SHIBUYA109渋谷店      |

| 開設日         | 体験内容                                                                   | 会場                  |
| -------------- | -------------------------------------------------------------------------- | --------------------- |
| 3月1日 - 11日  | 超体験シアター「超体験 時空シアター」                                      | 渋谷キャスト スペース |
| 3月1日 - 11日  | 超体験シアター「火星 超体験クルーズ」                                      | 渋谷キャスト スペース |
| 3月1日 - 11日  | NHK紅白歌合戦 紙ふぶき体験                                                 | 渋谷キャスト ガーデン |
| 3月1日 - 11日  | NHK謎解き 消えた少女の記憶を巡る冒険                                       | 渋谷キャスト ガーデン |
| 3月7日 - 11日  | 超体験!サウンドハンター                                                    | 渋谷区立宮下公園      |
| 3月7日 - 11日  | 新番組「The Wakey Show ～ザ・ウェイキー・ショウ」の世界へようこそ!         | 渋谷区立宮下公園      |
| 3月7日 - 11日  | あの鐘を鳴らしてみよう!                                                    | 渋谷区立宮下公園      |
| 3月7日 - 11日  | 天才てれびくん 指プル3に挑戦!                                              | 渋谷区立宮下公園      |
| 3月7日 - 11日  | 超体験!なりきりけん玉ヒーローズ                                            | 渋谷区立宮下公園      |
| 3月7日 - 11日  | チコちゃんのしゃぼん玉割りゲーム                                           | 渋谷区立宮下公園      |
| 3月7日 - 11日  | ナゾトキ ぼくらの防災サバイバル「地球（ジオ）と生きる2つの秘石（ダイヤ）」 | 渋谷区立宮下公園      |
| 3月20日 - 23日 | NHK謎解き 消えた少女の記憶を巡る冒険                                       | 渋谷区立北谷公園      |
| 3月20日 - 23日 | ナゾトキ ぼくらの防災サバイバル「地球（ジオ）と生きる2つの秘石（ダイヤ）」 | 渋谷区立北谷公園      |
| 3月20日 - 23日 | どーもくんスタンプラリー                                                   | 4会場                 |
| 3月22日・23日  | 激突メシあがれ こだわりの味を超体験                                        | 渋谷区立北谷公園      |

出典